# Confolens
Confolens (prononcé [kɔ̃fɔlɑ̃] ) est une commune du Centre-Ouest de la France située dans le département de la Charente en région Nouvelle-Aquitaine. Réputée pour son Festival, Confolens est une des deux sous-préfectures de la Charente et la ville la plus importante de la Charente limousine.
La commune nouvelle de Confolens a été créée le 1er janvier 2016 à la suite de la fusion de l'ancienne commune de Confolens et de sa voisine Saint-Germain-de-Confolens ; les deux communes fusionnées devenant communes déléguées.

## Géographie
Les informations relatives à la géographie de cette commune sont la fusion des informations des deux communes fusionnées.
| Lessac           | Brillac                 |      |
| Hiesse           | Confolens               | Esse |
| Ansac-sur-Vienne | Saint-Maurice-des-Lions |      |

## Urbanisme

### Typologie
Au 1er janvier 2024, Confolens est catégorisée bourg rural, selon la nouvelle grille communale de densité à 7 niveaux définie par l'Insee en 2022.
Elle appartient à l'unité urbaine de Confolens, une unité urbaine monocommunale constituant une ville isolée,. Par ailleurs la commune fait partie de l'aire d'attraction de Confolens, dont elle est la commune-centre,. Cette aire, qui regroupe 14 communes, est catégorisée dans les aires de moins de 50 000 habitants,.

### Risques majeurs
Le territoire de la commune de Confolens est vulnérable à différents aléas naturels : météorologiques (tempête, orage, neige, grand froid, canicule ou sécheresse), inondations et séisme (sismicité faible). Il est également exposé à deux risques technologiques, le transport de matières dangereuses et la rupture d'un barrage, et à un risque particulier : le risque de radon. Un site publié par le BRGM permet d'évaluer simplement et rapidement les risques d'un bien localisé soit par son adresse soit par le numéro de sa parcelle.

#### Risques naturels
Certaines parties du territoire communal sont susceptibles d’être affectées par le risque d’inondation par débordement de cours d'eau, notamment la Vienne, le Goire et l'Issoire. La commune a été reconnue en état de catastrophe naturelle au titre des dommages causés par les inondations et coulées de boue survenues en 1982, 1983, 1993, 1995 et 1999,.

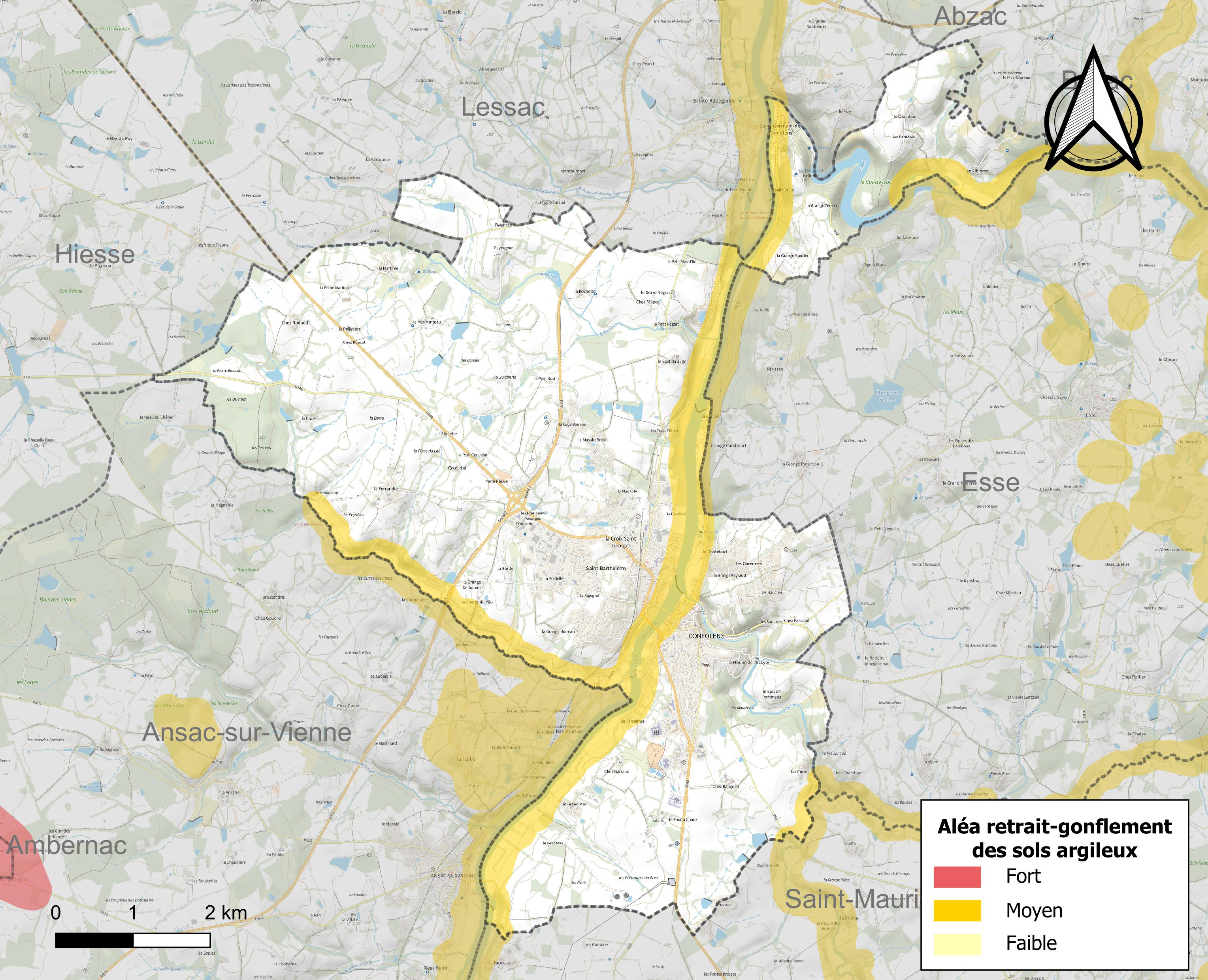
Carte des zones d'aléa retrait-gonflement des sols argileux de Confolens.

Le retrait-gonflement des sols argileux est susceptible d'engendrer des dommages importants aux bâtiments en cas d’alternance de périodes de sécheresse et de pluie. 13,1 % de la superficie communale est en aléa moyen ou fort (67,4 % au niveau départemental et 48,5 % au niveau national). Sur les 1 432 bâtiments dénombrés sur la commune en 2019, 336 sont en aléa moyen ou fort, soit 23 %, à comparer aux 81 % au niveau départemental et 54 % au niveau national. Une cartographie de l'exposition du territoire national au retrait gonflement des sols argileux est disponible sur le site du BRGM,.
Par ailleurs, afin de mieux appréhender le risque d’affaissement de terrain, l'inventaire national des cavités souterraines permet de localiser celles situées sur la commune.
Concernant les mouvements de terrains, la commune a été reconnue en état de catastrophe naturelle au titre des dommages causés par la sécheresse en 2005 et 2018 et par des mouvements de terrain en 1999.

#### Risques technologiques
Le risque de transport de matières dangereuses sur la commune est lié à sa traversée par une ou des infrastructures routières ou ferroviaires importantes ou la présence d'une canalisation de transport d'hydrocarbures. Un accident se produisant sur de telles infrastructures est susceptible d’avoir des effets graves sur les biens, les personnes ou l'environnement, selon la nature du matériau transporté. Des dispositions d’urbanisme peuvent être préconisées en conséquence.
La commune est en outre située en aval des barrages de Lavaud-Gelade et Vassivière, des ouvrages de classes A. À ce titre elle est susceptible d’être touchée par l’onde de submersion consécutive à la rupture de cet ouvrage.

#### Risque particulier
Dans plusieurs parties du territoire national, le radon, accumulé dans certains logements ou autres locaux, peut constituer une source significative d’exposition de la population aux rayonnements ionisants. Certaines communes du département sont concernées par le risque radon à un niveau plus ou moins élevé. Selon la classification de 2018, la commune de Confolens est classée en zone 3, à savoir zone à potentiel radon significatif.

## Toponymie

### Toponyme
Les formes anciennes sont Confolentis en 1025-1028, Confluento (non daté).
Confolens est située au confluent de la Vienne et du Goire. Cette situation est à l'origine de son nom, du latin confluens, comme de nombreux autres lieux en France (Couflens, Couffoulens, Conflent, Conflans, etc.).

### Langues
La commune est dans la partie occitane de la Charente qui en occupe le tiers oriental, et le dialecte est limousin.
En occitan, elle se nomme Confolent ou Confolens.

## Histoire
La région était peuplée dès l'époque préhistorique, comme en témoignent de nombreux monuments mégalithiques. Mais il n'est fait mention de Confolens qu'au XIe siècle.
Confolens était située sur l'ancienne voie romaine d'Angoulême à Bourges par Argenton, à l'endroit où elle traversait la Vienne. L'hypothèse d'un pont antique à l'emplacement du Pont Vieux a été émise, à la suite de la découverte de vestiges au XVIIIe siècle.
Au Moyen Âge, Confolens était sur un itinéraire transversal d'un chemin de Saint-Jacques-de-Compostelle, qui se dirigeait du Limousin vers Angoulême pour bifurquer vers Saintes (reliques de saint Eutrope), Blanzac (vers Blaye) ou Aubeterre (vers Sainte-Foy-la-Grande).
L'agglomération de Confolens a été créée par les seigneurs princes de Chabanais, et elle était séparée en deux par la Vienne et chaque rive dépendait d'un diocèse différent, Limoges à l'est, Poitiers à l'ouest. Cette organisation en deux diocèses est extrêmement rare : elle montre bien la situation de ville-frontière.
Au XIIe siècle puis au XIIIe siècle, des fortifications furent édifiées à partir du château pour protéger la principauté de ses puissants voisins : les comtes de la Marche, d'Angoulême et du Poitou, aussi les La Rochefoucauld et les Rochechouart. Confolens fut le siège d'une commanderie de l'ordre des Hospitaliers du Saint-Esprit aux XIIe et XIIIe siècles ; la chapelle a servi aux pénitents blancs en 1656.
Au XVIe siècle, elle s'émancipe de la tutelle de Chabanais : les princes de Chabanais et Confolens étaient aussi devenus vidames de Chartres et sires de La Ferté-Vidame par le mariage en 1441 de Jean Ier ou II de Vendôme († après 1460, vidame de Chartres en 1437) avec Catherine de Thouars (descendante d'Hugues II, dame de Chabanais et Confolens, Tiffauges et Pouzauges, veuve de Gilles de Rais) ; leur arrière-arrière-petit-fils le vidame François de Vendôme (1523-† décembre 1560) vend la principauté de Chabanais à Joachim de Monluc († 1567, frère cadet du maréchal Blaise de Monluc dont la postérité continuera les princes de Chabanais), mais sans Confolens ni Loubert. La baronnie de Confolens est alors acquise par Claude de Châteauvieux et Fromente († 1555), bailli de Bresse, suivi de son fils Joachim (1545-† sans alliance en mai 1614/1615 ; sire de Verjon, gouverneur de la Bastille, proche d'Henri III qui le fait chevalier du St-Esprit en 1583, et d'Henri IV qui le promeut comte de Confolens en 1604 ; fils de Claude de Châteauvieux et de Marie-Salomé de Montchenu de la Villatte,). Joachim lègue à son neveu René de Vienne, fils de sa sœur Marie de Châteauvieux et de Marc de Vienne (1568-1598/1599 ; seigneur de Vauvillers) : Confolens passe ainsi dans la descendance de l'amiral de Vienne : les Vienne-Clervans puis les La Vieuville.
La baronnie qu'elle est devenue est érigée en comté en mars 1604 par le roi Henri IV en faveur de Joachim de Châteauvieux. Françoise-Marie de Vienne († 1669), fille de René et femme en 1649 du duc Charles II de La Vieuville transmet à son fils cadet Charles-Emmanuel de La Vieuville (vers 1655-† 1720), comte de Vienne et de Confolens, baron de la Villatte, marquis de St-Chamond par son mariage en 1684 avec Marie-Anne Mitte de Chevrières, frère puîné du duc René-François ; Charles-Emmanuel est suivi par son fils Charles-Louis-Joseph, père de Charles-Louis-Auguste (né en 1726), lui-même père d'autre Charles-Louis-Auguste de La Vieuville (né le 6 juin 1766).
Charles-Louis-Auguste II de La Vieuville « vivait le plus souvent à Paris et ne résida que très peu à Confolens et à la Villatte. Ruiné, il dut vendre la Villatte et le comté de Confolens le 16 février 1786 à Alexis-Benjamin-François Poute, marquis de Nieul-le-Virouil en Saintonge, qui décède à Poitiers l'année suivante. Ses terres reviennent alors à son frère, Claude Arnoul de Nieul, maréchal de camp, dont les biens furent saisis sous la Révolution, en 1792 ».
La construction des halles affirme son rôle de plaque tournante entre la côte qui fournit le sel, l'Angoumois et la Saintonge qui donnent leurs vins et le Limousin, fournisseur de cuir et de bois.
Au XVIIe siècle, trois établissements religieux importants sont construits en périphérie des zones alors urbanisées de Confolens : le couvent des Récollets, le couvent des Clarisses et la maison des sœurs de la Charité.
En 1714, l'élection de Confolens, jusqu'alors rattachée à la généralité de Limoges, revient à la généralité de Poitiers, alors que la baronnie de Champagne-Mouton quitte l'élection de Niort pour gagner celle de Confolens. Mais le faubourg du Goire reste dans la généralité de Limoges !
En 1764, le consulat de Confolens est supprimé et remplacé par une mairie et des échevins. Ces charges sont électives jusqu'en 1774, puis établies à titre d'offices. Une délibération du corps de la ville de Confolens, en date du 5 avril 1777, indique que le pont Vieux était toujours défendu par ses trois tours dites de Saint-Maxime, du Mi et de Saint-Barthélemy. Leurs vestiges en ont été démolis en 1777-1778, lors de réparations effectuées sur le pont. Côté sud, la ville était protégée par un rempart doublé d'un fossé, remblayé vers 1750-1760 pour faciliter le passage entre la rue Bournadour et l'ancienne paroisse Saint-Michel (le fossé est depuis devenu la rue des Buttes. La démolition des murailles vétustes et le comblement des fossés du quartier de la Fontorse et de Saint-Barthélemy furent décidés en 1771. Ces travaux permirent de donner du travail aux chômeurs des ateliers de charité et donnèrent naissance aux allées de Blossac, se terminant côté Vienne par un escalier monumental en arc de cercle.
En 1791, le tracé de la limite de la commune de Confolens, partagée jusqu'alors entre trois paroisses principales et deux évêchés, donne lieu à discussion. Plusieurs immeubles sont saisis ou vendus comme biens nationaux : l'hôtel Dassier-des-Brosses, le palais de l'Élection, le manoir des Comtes, le donjon, etc. La ville devient siège de sous-préfecture. Le 30 brumaire an II (20 novembre 1794), les titres et papiers rappelant les droits féodaux sont brûlés sur la place publique (acte transcrit par Babinet de Rencogne, 1865).
Le plan cadastral de 1826 nous donne un état de la ville avant les travaux importants qu'elle va connaître dans les trois décennies suivantes. La route principale passait alors par l'étroite rue du Soleil et sur le pont du Goire. Malgré la démolition du pont-levis et de la porte du Goire, ce passage restait trop étroit. Un nouveau pont est donc construit en aval en 1840 et la rue dite « du Pont-Larréguy » est percée à travers un îlot préexistant. Toujours dans le souci de faciliter la circulation, un plan d'alignement est dressé par l'agent-voyer Vincent en octobre 1840. Même s'il n'est définitivement approuvé qu'en 1873, les boutiques adossées à l'église Saint-Maxime et un petit îlot construit sur ce qui devient la place du Marché commencent à être démolis. Le reculement des façades sur la Grand-Rue, devenue rue du Maquis-Foch, prévue dès cette époque, n'interviendra finalement que plus tard. Dans un souci d'hygiène, dans les mêmes années 1840, le cimetière Saint-Maxime, situé à la confluence du Goire et de la Vienne, est transféré, avec le cimetière Saint-Barthélemy, à l'extérieur de la ville, et un abattoir, destiné à éviter les abattages par les boucheries dispersées dans la ville, est construit à cet emplacement.
En 1848, les Ateliers nationaux sont créés pour résorber le chômage en France. Dans ce cadre, il est décidé de construire un nouveau pont sur la Vienne, à l'amont du pont Vieux. Son emplacement est prévu à la sortie des escaliers monumentaux des allées de Blossac. L'afflux des ouvriers explique peut-être le pic démographique du recensement de 1851 (la population de Confolens passe de 2787 habitants en 1846 à 3113 en 1851, avant de redescendre à 2720 en 1861).
La construction d'édifices publics se poursuit : la sous-préfecture, jusqu'alors hébergée dans des locaux loués, est construite sur les plans d'Abadie en 1853, les prisons (près de l'actuel hôtel de ville) par le même architecte en 1857-1859, enfin le palais de justice, dont l'emplacement est longuement discuté, par l'architecte départemental Dubacq en 1868.
La gare de Confolens est inaugurée le 31 juillet 1887. Elle ne reçoit dans un premier temps que les trains venant de Roumazières et Angoulême (ligne Roumazières - Confolens). L'extension de la ligne vers Le Vigeant est ouverte le 1er mai 1901, et c'est finalement en juillet 1913 que le tronçon du petit Mairat, tramway à vapeur sur voie étroite, permet une liaison supplémentaire de cinq heures d'Angoulême à Confolens par Saint-Angeau et Champagne-Mouton. Le secteur de la gare et l'entrée de ville vers Poitiers (rue Auguste-Duclaud) se développe à la fin du XIXe siècle et au début du XXe siècle.
En 1891, la population de Confolens revient à 3 068 habitants.
La préoccupation est alors de doter la ville de nouvelles halles couvertes, les anciennes s'étant progressivement effondrées au cours du XIXe siècle. C'est finalement l'architecte Wiart qui est retenu, avec un projet à charpente métallique qui fit couler beaucoup d'encre. Situé à proximité de l'abattoir, le bâtiment est ouvert aux transactions fin 1893.
Après la Première Guerre mondiale, la population de Confolens s'effondre : si le conflit fit une centaine de victimes, la population perd près de 500 personnes entre les recensements de 1911 et 1921, passant de 3 088 à 2 551.

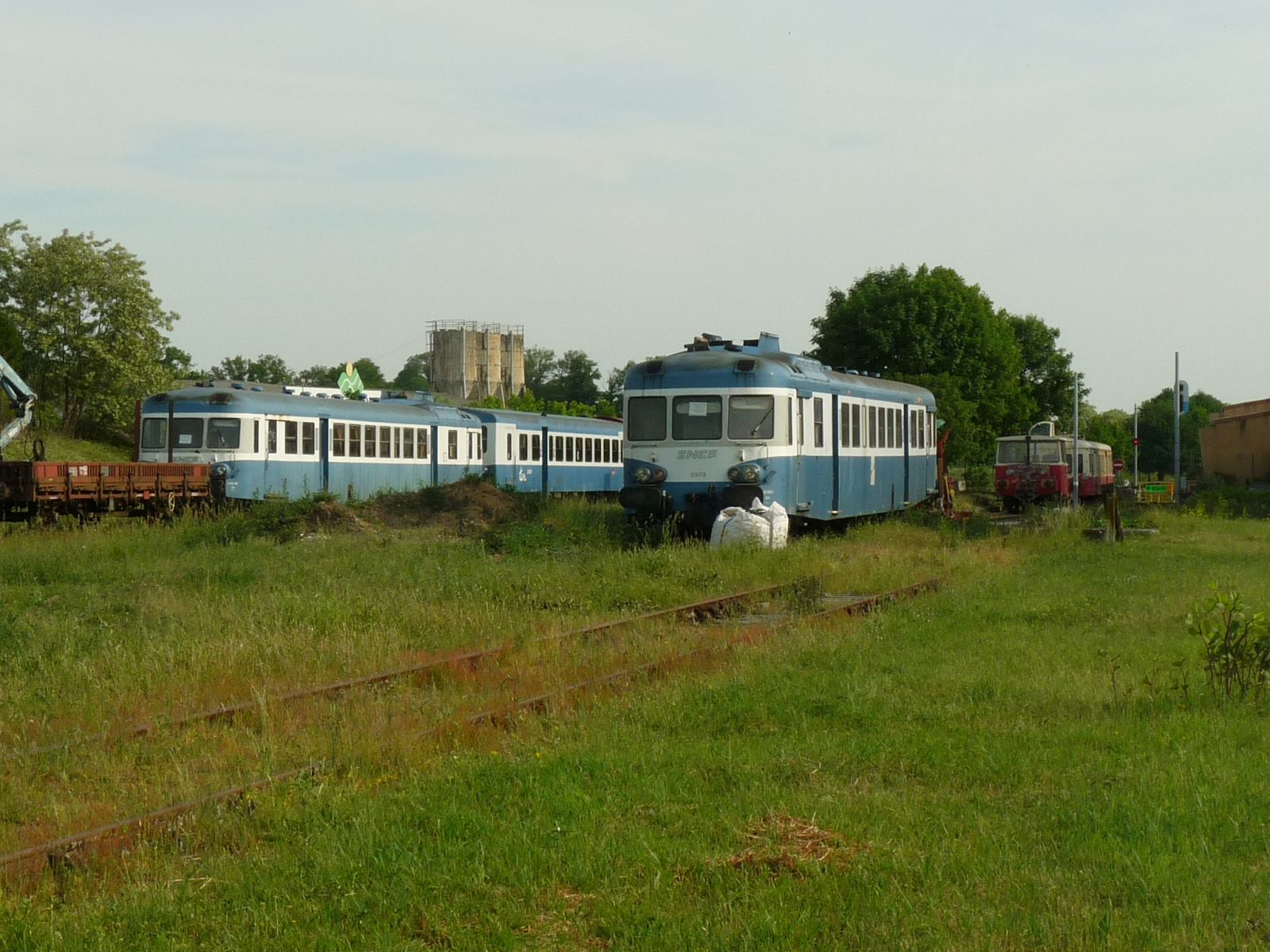
L'ancienne gare et les voies.

Le principal chantier des années 1920 est le transfert de l'abattoir à l'extérieur de la ville, à proximité de la gare (actuels ateliers municipaux, dits « le casino »). Les prisons sont fermées en 1926. Par ailleurs, la ligne de chemin de fer Confolens - Le Vigeant est fermée au trafic voyageurs en 1938, mais le trafic de marchandises est maintenu jusqu'en 1978. La voie est déclassée en octobre 1979 et la section sud est désormais utilisée par l'association du Chemin de fer Charente-Limousine (qui y fait circuler des Vélos-rails).
Dans l'entre-deux-guerres, la population de Confolens remonte progressivement.
Dans les années 1950, un collège est construit près de Saint-Barthélemy, puis une nouvelle gendarmerie (1958). Dans les années 1960/1970, la ville profite de la prospérité des Trente Glorieuses et plusieurs projets importants sont menés à bien : le nouvel abattoir (1970/1978) (le plus important de France pour les caprins), les premiers lotissements (à partir de 1963 et surtout 1970), un nouveau lycée à l'extérieur de la ville (1973), la rocade de contournement de la ville (1976), la bibliothèque centrale de prêt (devenue annexe de la bibliothèque départementale de prêt de la Charente). Deux zones à vocation commerciales et industrielles voient le jour en périphérie de la ville, aux entrées nord-ouest (route de Niort) et sud (route de Limoges).

## Politique et administration

### Liste des maires
| Période      | Période  | Identité        | Étiquette | Qualité |
| ------------ | -------- | --------------- | --------- | ------- |
| janvier 2016 | En cours | Jean-Noël Dupré | UDI       |         |

Jusqu'aux prochaines élections municipales de 2020, le conseil municipal de la nouvelle commune est constitué de tous les conseillers municipaux issus des conseils des anciennes communes.

### Regroupement de 2016
| Nom                                  | Code Insee | Intercommunalité   | Superficie (km2) | Population (dernière pop. légale) | Densité (hab./km2) |
| ------------------------------------ | ---------- | ------------------ | ---------------- | --------------------------------- | ------------------ |
| Confolens (commune déléguée) (siège) | 16106      | CC du Confolentais | 18,96            | 2 637 (2013)                      | 139                |
| Saint-Germain-de-Confolens           | 16322      | CC du Confolentais | 4,67             | 84 (2013)                         | 18                 |

Le 1er janvier 2016, à la suite de l'arrêté préfectoral du 28 septembre 2015, la commune de Confolens a fusionné avec la commune voisine de Saint-Germain-de-Confolens, devenant ainsi une commune nouvelle.

### Aire urbaine
Depuis 2010, l'aire urbaine de Confolens regroupe les communes d'Ansac-sur-Vienne, Confolens, Esse et Lessac.

### Politique environnementale
Dans son palmarès 2024, le Conseil national de villes et villages fleuris de France a attribué trois fleurs à la commune.

## Population et société

### Démographie

#### Évolution démographique
Les habitants sont les Confolentais.
L'évolution du nombre d'habitants est connue à travers les recensements de la population effectués dans la commune depuis sa création.

En 2022, la commune comptait 2 726 habitants, en évolution de +1,3 % par rapport à 2016 (Charente : −0,48 %, France hors Mayotte : +2,11 %).
| 2014  | 2015  | 2016  | 2017  | 2022  |
| ----- | ----- | ----- | ----- | ----- |
| 2 728 | 2 711 | 2 691 | 2 670 | 2 726 |

#### Pyramide des âges
La population de la commune est relativement âgée.
En 2018, le taux de personnes d'un âge inférieur à 30 ans s'élève à 24,9 %, soit en dessous de la moyenne départementale (30,2 %). À l'inverse, le taux de personnes d'âge supérieur à 60 ans est de 44,5 % la même année, alors qu'il est de 32,3 % au niveau départemental.
En 2018, la commune comptait 1 215 hommes pour 1 458 femmes, soit un taux de 54,55 % de femmes, largement supérieur au taux départemental (51,59 %).
Les pyramides des âges de la commune et du département s'établissent comme suit.
| Hommes | Classe d’âge | Femmes |
| ------ | ------------ | ------ |
| 1,7    | 90 ou +      | 7,3    |
| 15,6   | 75-89 ans    | 19,6   |
| 21,1   | 60-74 ans    | 22,5   |
| 20,8   | 45-59 ans    | 17,5   |
| 12,1   | 30-44 ans    | 11,3   |
| 14,6   | 15-29 ans    | 11,9   |
| 14,1   | 0-14 ans     | 9,9    |

| Hommes | Classe d’âge | Femmes |
| ------ | ------------ | ------ |
| 1      | 90 ou +      | 2,7    |
| 9,2    | 75-89 ans    | 12     |
| 20,6   | 60-74 ans    | 21,3   |
| 20,7   | 45-59 ans    | 20,3   |
| 16,8   | 30-44 ans    | 16     |
| 15,6   | 15-29 ans    | 13,4   |
| 16,1   | 0-14 ans     | 14,3   |

## Culture locale et patrimoine
Les informations relatives au patrimoine de cette commune sont celles des deux communes fusionnées. Depuis 1958, chaque année, au mois d'août, le Festival de Confolens attire des milliers de touristes.

## Lieux et monuments
- Église Saint-Maxime de Confolens, rue du Marché[35] ;
- Église Saint-Barthélemy de Confolens, 24 rue Saint-Barthélemy ;
- Chapelle de la Commanderie ;
- Manoir des Comtes.

## Personnalités liées à la commune
- Jean-François Simon Chazaud (1743-1818), homme politique français, né et mort à Confolens.
- Jean-Baptiste Mémineau (1746-1845), homme politique français, né à Confolens.
- François Pougeard du Limbert (1753-1837), homme politique né à Confolens, député du tiers état aux Etats Généraux de 1789.
- Nicolas-François Boreau-Lajanadie (1761-1816), homme politique français, né et mort à Confolens.
- Jacques Crevelier (1764-1818), homme politique français, né à Confolens.
- Joseph Barbier de Landrevie (1764-1829), militaire et homme politique, député au Corps législatif, né et mort à Confolens.
- Léonide Babaud-Laribière (1819-1873), haut fonctionnaire, homme politique français et franc-maçon, préfet de la Charente puis des Pyrénées-Orientales, né à Confolens.
- Antoine Babaud-Lacroze (1846-1930), homme politique, maire de Confolens, député de la Charente.
- Vincent Perrot (né en 1965), journaliste et animateur de radio et de télévision, né à Confolens.

## Héraldique
| Blason de Confolens | Blason  | D'or au pont de trois arches d'argent* sommé de trois tours du même, posé sur des ondes d'azur, surmonté des trois lettres capitales C, F et L de sable. |
| Blason de Confolens | Détails | * Il y a là non-respect de la règle de contrariété des couleurs : ces armes sont fautives (argent sur or).                                               |